# Хорю-дзи
Хорю-дзи (яп. 法隆寺 хо:рю:-дзи, «Храм процветающей дхармы») — буддийский храм в городе Икаруга, префектура Нара, Япония.

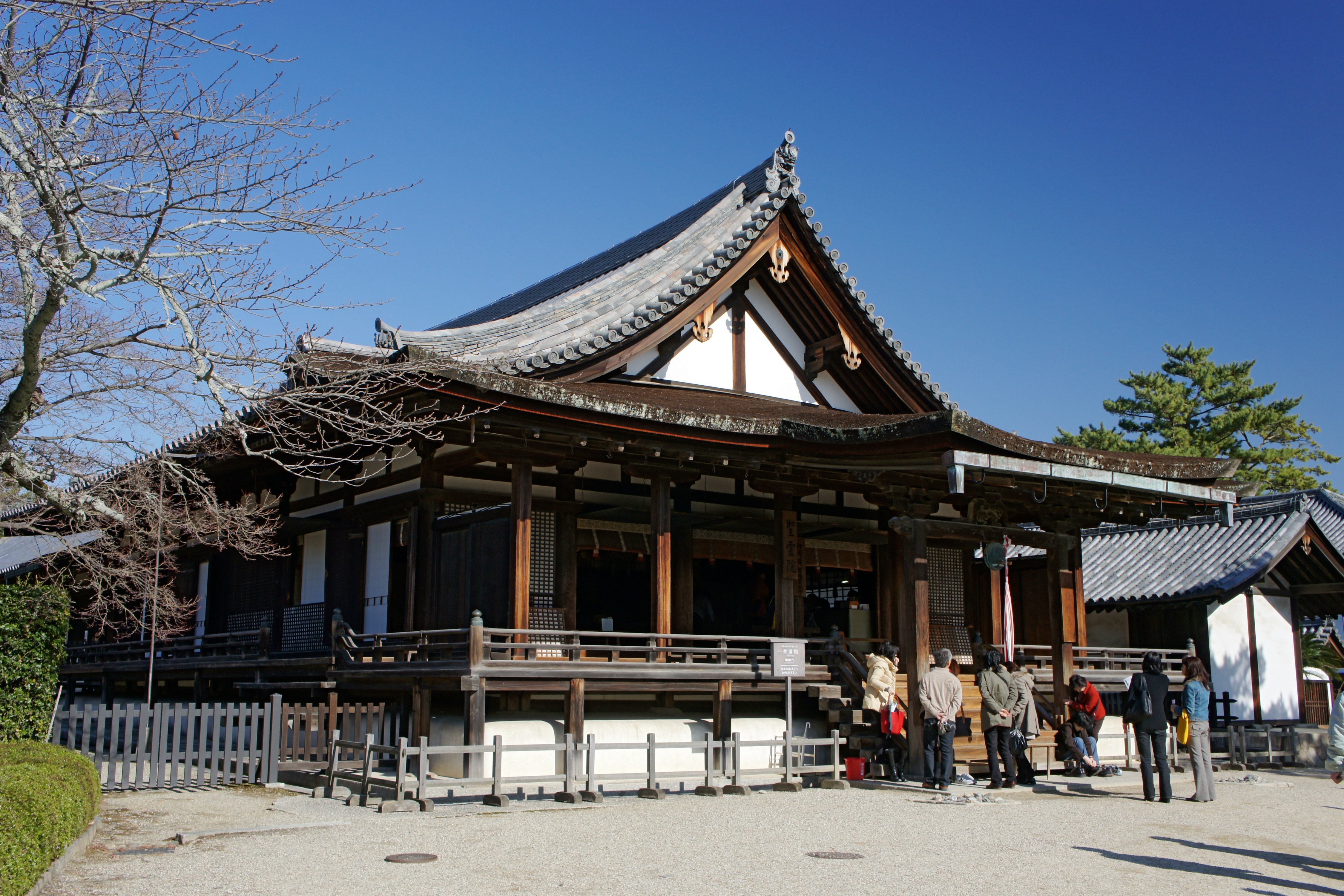
Храм Хорю-дзи

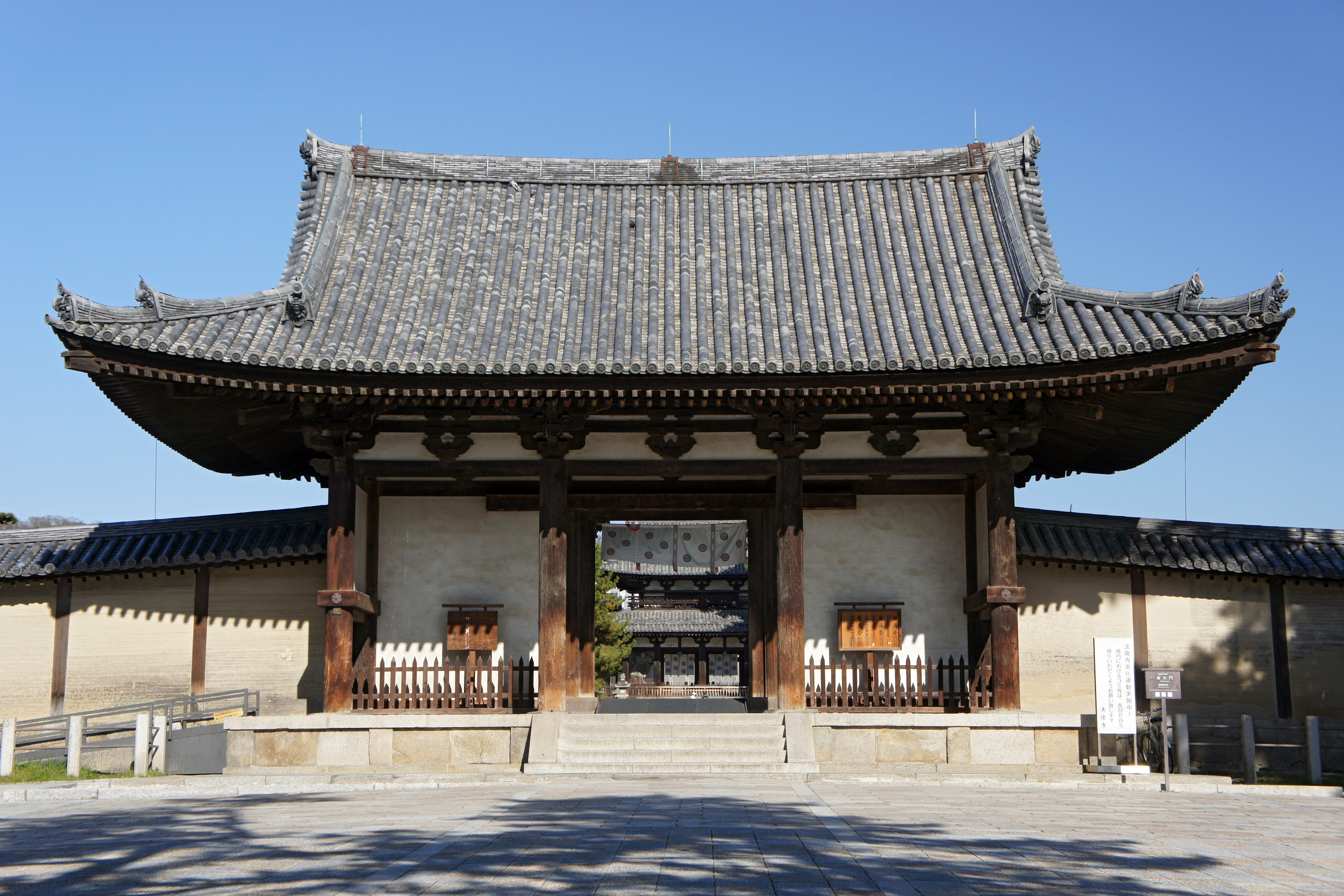
Ворота (саммон) храма Хорю-дзи в Икаруге

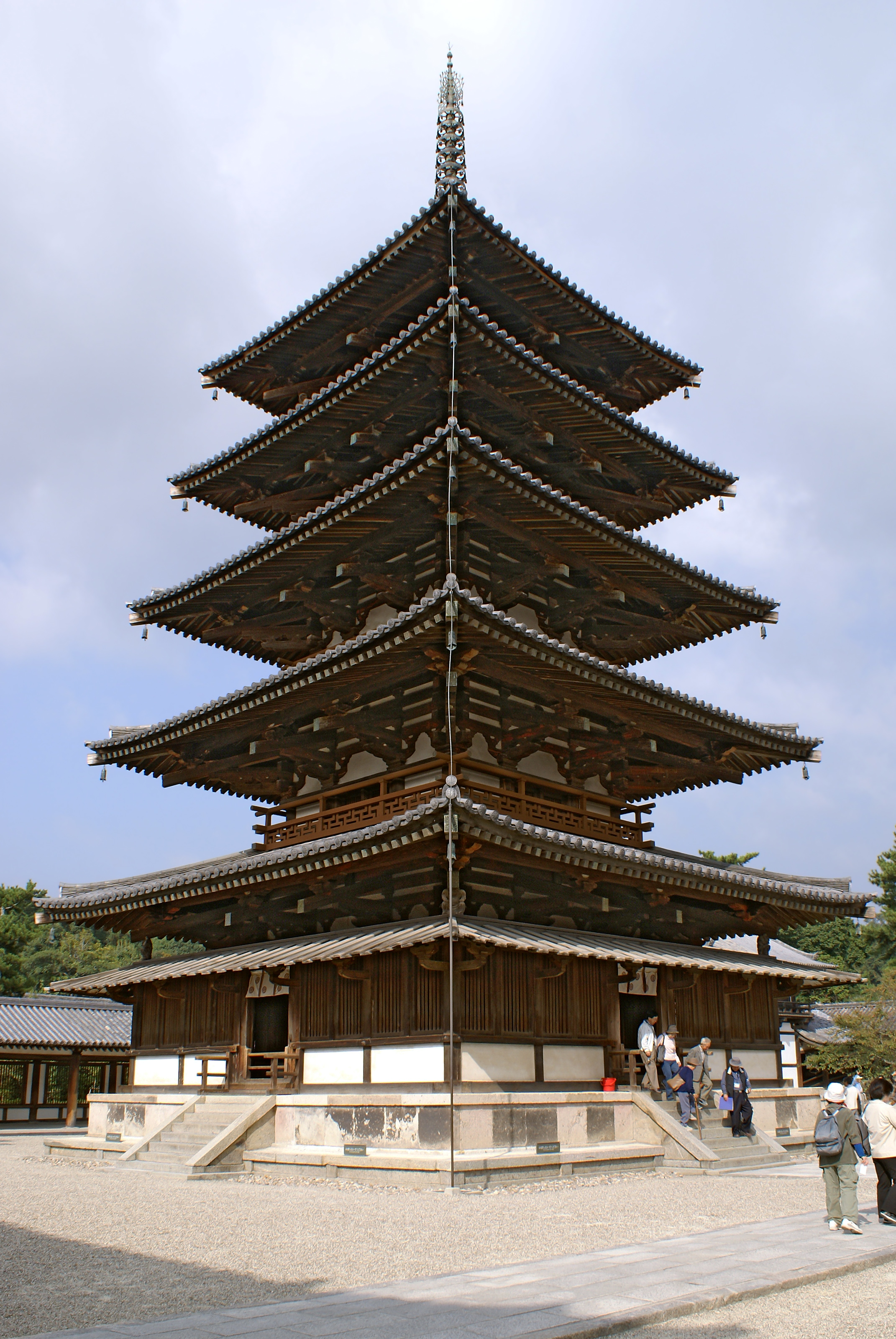
Пагода храма Хорю-дзи, самое древнее деревянное сооружение Японии

Полное название храма — Хорю Гакумон-дзи (法隆学問寺), то есть храм изучения процветающей дхармы, храм использовался не только как семинария, но и как монастырь. Храм считается древнейшей деревянной постройкой в мире. Храм особенно почитается в Японии как самый старый храм.
Этот храм является одним из немногих храмов школы хоссо (соответствующей индийской философской школе йогачара, основатель школы — Досё). Храм входит в число семи крупнейших храмов юга.

## История
Храм основал принц Сётоку, и он получил название Икаруга-дэра (斑鳩寺). Строительство, в котором принимали участие основатели компании Конго Гуми, было закончено в 607 году. Храм был посвящён Якуси, Будде Медицины, в честь отца принца. Раскопки показывают, что принц Сётоку занимал часть дворца на современной храмовой территории. Ранее комплекс находился к югу от дворца, а не на нынешнем месте. Храм был поражён ударом молнии и полностью сгорел в 670 году. С 670 по 700 год храм был восстановлен, но переориентирован. Несколько раз храм ремонтировали и пересобирали — в начале XII века, в 1374 и в 1603. Считается, что только 15-20 % строений Кондо сохранили оригинальные материалы храма во время реконструкции.
Когда клан Сога победил род Сётоку, этот род был ликвидирован. Однако Сога разрешил восстановить храм для мятежного и бессильного рода из уважения к принцу.
Позднее храм стал важнейшим центром школы хоссо. В 1950 году храм был передан Сётоку-сю, подшколе почитателей принца Сётоку в хоссо.

### Дебаты о пожаре
Хотя общепринято мнение о том, что пожар 670 года разрушил храм, имеются также и противники, которые полагают, что никакого пожара не происходило. Они выдвигают аргументы на основе анализа почв, архитектуры и древних записей.

## Архитектура
Храмовый комплекс разделён на восточную и западную территории. В западной части находится Золотой Зал («Кондо», автор Курацукури-но Тори), и пятиярусная пагода. В восточной части находится Зал Снов («Юмэдоно»). В комплексе имеется общежитие монахов, лекционные залы, трапезные и библиотеки.
В основном храме имеется статуя Будды Медицины, которая уцелела при пожаре 670.
В храме находится павильон Сёрёин — зал обитания души принца Сётоку.

### Пагода
Пятиярусная пагода высотой 32,45 м — одно из старейших деревянных сооружений в мире, выполнена в старом корейском или китайском стиле династии Тан, строительство было завершено около 700. В основании пагоды лежит массивный камень с нишей для реликвий. Из-за большого веса пагоды реликвии так и останутся недоступными.

### Кондо

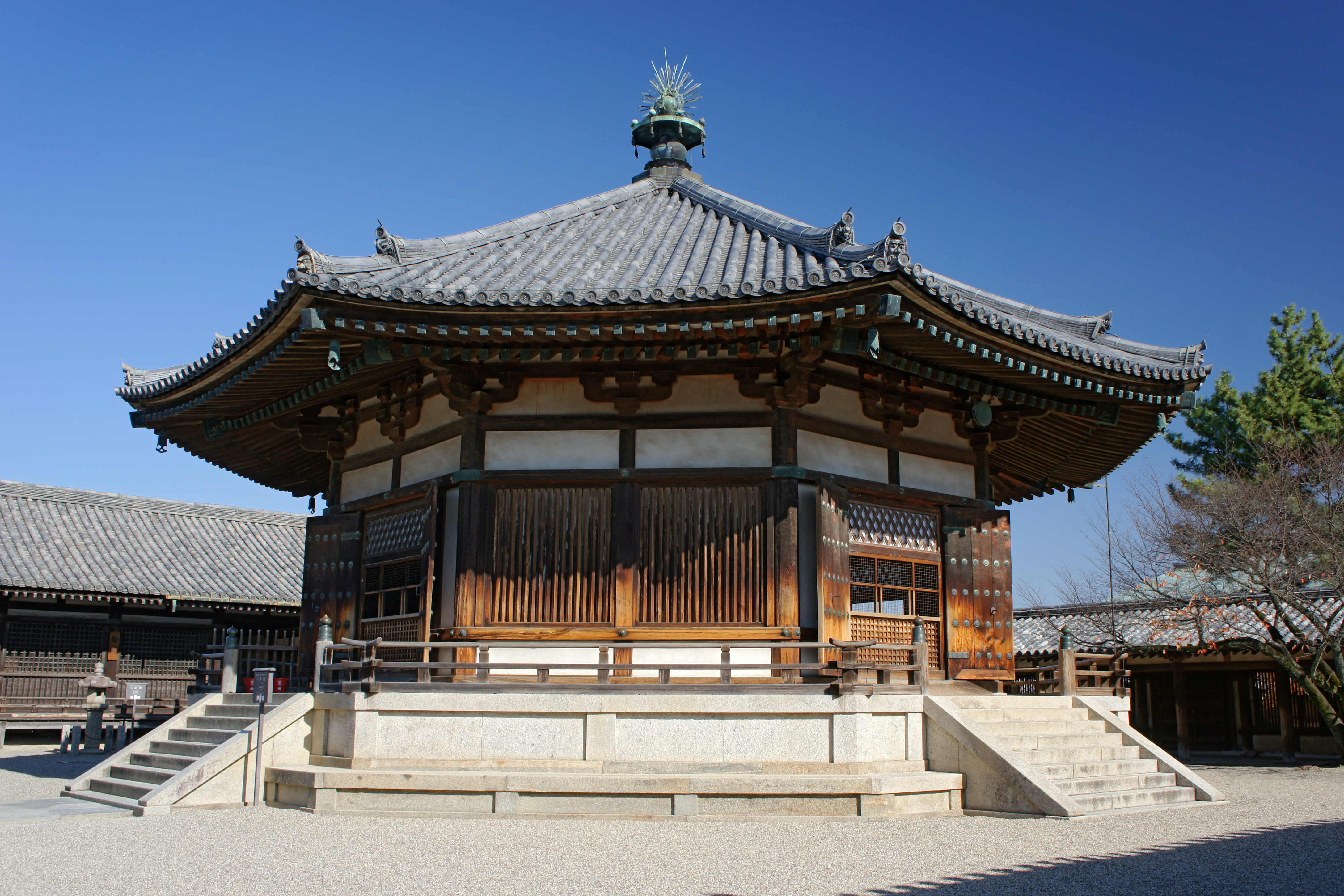
Юмэдоно, павильон снов, ассоциируемый с принцем Сётоку

Кондо является также старейшим деревянным сооружением, зал кондо размером 18,5×15.2 м. Выполнен в китайском или корейском стиле. В зале находится знаменитая скульптурная триада Сяка.

### Юмэдоно
В Зале Снов принц Сётоку уединялся для изучения буддийских текстов. В павильоне выставлены скрытые[уточнить] скульптуры бодхисаттвы Гуаньинь (Каннон). Там также имеются экземпляры буддийского канона.